# Клотильда Саксен-Кобург-Готская
Мария Аделаида Амалия Клотильда Саксен-Кобург-Готская и Кохари (нем. Marie Adelheid Amalie Clotilde von Sachsen-Coburg und Gotha, 8 июля 1846 — 2 июля 1927) — немецкая принцесса из Саксен-Кобург-Готской династии, дочь принца Августа Саксен-Кобург-Готского и французской принцессы Клементины, дочери короля Франции Луи Филиппа I, старшая сестра царя Болгарии Фердинанда I, после замужества стала эрцгерцогиней Австрийской, принцессой Венгрии, Чехии и Тосканы.

## Брак и дети
Клотильда вышла замуж за эрцгерцога Иосифа Карла Австрийского, второго сына эрцгерцога Иосифа, палатина Венгерского и его жены, принцессы Марии Доротеи Вюртембергской, 12 мая 1864 года в Кобурге. В семье родилось семеро детей:
- Елизавета Мария Амалия Клементина Клотильда, эрцгерцогиня Австрийская (18 марта 1865 — 7 января 1866)
- Мария Амалия Доротея, эцгерцогиня Австрийская (14 июня 1867 — 6 апреля 1932)
- Клементина Мария Маргарете, эрцгерцогиня Австрийская (6 июля 1870 — 2 мая 1955)
- Иосиф Август Виктор Клеменс Мария, эрцгерцог Австрийский (9 августа 1872 — 6 июля 1962 года)
- Ласло Филипп Мария Винсент, эрцгерцог Австрийский (16 июля 1875 — 6 сентября 1915)
- Мария Елизавета Клотильда Виктория Генриетта, эрцгерцогиня Австрийская (9 марта 1883 — 8 февраля 1958)
- Мария Амалия Клотильда Филомена Райнера, эрцгерцогиня Австрийская (9 мая 1884 — 14 декабря 1903)

## Титулы
- 8 июля 1846 — 12 мая 1864: Её Светлость Принцесса Клотильда Саксен-Кобург-Готская и Кохари, герцогиня Саксонская
- 12 мая 1864 — 3 июня 1927: Её императорское и Королевское Высочество Эрцгерцогиня Австрийская, принцесса Венгрии, Чехии и Тосканы